# Horizontal (álbum)
Horizontal es el cuarto álbum de la banda británica de rock Bee Gees. Horizontal es un álbum con muchos géneros musicales, y destaca su enfoque en el rock y la psicodélia. Fue lanzado al mercado en enero de 1968 e incluía los exitosos singles internacionales «Massachusetts», «World», entre otros. 
Otros temas que se incluyen son «And the Sun Will Shine», una balada de amor por Robin llena de psicodélicas referencias a trenes pasando y una orquesta pastoral de fondo conducida por Bill Shepherd. Dos otros tracks donde Robin canta son: "Harry Braff" Una historia acerca de un conductor de carreras que recuerda a The Beatles o The Kinks y la conmovedora «Really and Sincerely», que documenta las emociones que Robin sintió al ser sobreviviente del accidente de Hither Green mientras el álbum se estaba haciendo.
La psicodelia también abunda en el tema "Lemons Never Forget" que sin la familiar guitarra principal de Vince Melouney así también como el piano y el Bajo de Maurice Gibb, muestra un lado desconocido y raro de los principios de los Bee Gees.
Un tema romántico añadido en las recopilaciones posteriores y que corresponde a las mismas fechas de grabación es el tema "Words" con un piano dulce y una suave voz de Barry Gibb, este tema fue interpretado por Elvis Presley en 1970. 
El 5 de febrero de 2007, Reprise Records relanzó Horizontal con ambos mixes de temas estéreo y mono en un disco y un disco bonus de canciones nunca antes lanzadas, temas que no son del álbum e interpretaciones alternativas.

## Lista de canciones
1. "World" (B. Gibb/R. Gibb/M. Gibb) – 3:13
2. "And the Sun Will Shine" (B. Gibb/R. Gibb/M. Gibb) – 3:36
3. "Lemons Never Forget" (B. Gibb/R. Gibb/M. Gibb) – 3:04
4. "Really and Sincerely" (B. Gibb/R. Gibb/M. Gibb) – 3:29
5. "Birdie Told Me" (B. Gibb/R. Gibb/M. Gibb) – 2:24
6. "With the Sun in My Eyes" (B. Gibb/R. Gibb/M. Gibb) – 2:40
7. "Massachusetts" (B. Gibb/R. Gibb/M. Gibb) – 2:25
8. "Harry Braff" (B. Gibb/R. Gibb/M. Gibb) – 3:19
9. "Daytime Girl" (B. Gibb/R. Gibb/M. Gibb) – 2:34
10. "The Earnest of Being George" (B. Gibb/R. Gibb/M. Gibb) – 2:45
11. "The Change is Made" (B. Gibb/R. Gibb/M. Gibb) – 3:37
12. "Horizontal" (B. Gibb/R. Gibb/M. Gibb) – 3:34
13. "Jumbo" (B. Gibb/R. Gibb/M. Gibb) – 2:10
14. "Sinking Ships" (B. Gibb/R. Gibb/M. Gibb)
15. "The Singer Sang His Song" (B. Gibb/R. Gibb/M. Gibb)

### Disco Bonus del relanzamiento de 2007
1. "Out of Line" (B. Gibb/R. Gibb/M. Gibb) – 3:00
2. "Ring My Bell" (B. Gibb/R. Gibb/M. Gibb) – 2:16
3. "Barker of the UFO" (B. Gibb) - 1:52
4. "Words" (B. Gibb/R. Gibb/M. Gibb) – 3:19
5. "Sir Geoffrey Saved the World" (B. Gibb/R. Gibb/M. Gibb) – 2:18
6. "Sinking Ships" (B. Gibb/R. Gibb/M. Gibb) – 2:22
7. "Really and Sincerely" [Alternate Version] (B. Gibb/R. Gibb/M. Gibb) – 3:28
8. "Swan Song" [Alternate Version] (B. Gibb/R. Gibb/M. Gibb) – 3:03
9. "Mrs. Gillespie's Refrigerator" (B. Gibb/R. Gibb) – 2:14
10. "Deeply, Deeply Me" (B. Gibb/R. Gibb/M. Gibb) – 3:09
11. "All My Christmases Come at Once" (B. Gibb/R. Gibb/M. Gibb) – 2:59
12. "Thank You for Christmas" (B. Gibb/R. Gibb/M. Gibb) – 1:54
13. Medley:
"Silent Night" (J. Mohr/F. Gruber)
"Hark! The Herald Angels Sing"* (C. Wesley/F. Mendelssohn) - 2:42

- El Medley de arriba está erróneamente titulado. De hecho, las canciones del medley son: "Mary's Boy Child", "Silent Night" y "The First Noël".

"Al parecer los hermanos confundieron sus historias cantando los versos de ‘hark, the herald angels sing’ dos veces en ‘Mary’s Boy Child’, que tenía 2 variantes intencionadas del famoso villancico. El primer verso debería ser ‘hark now hear the angels sing’ y el segundo ‘trumpets sound and angels sing’. Los hermanos tomaron la segunda línea variable correctamente. Debieron haber estado cantando de memoria. El ingeniero escribió ‘Hark the Herald Angels Sing’ en la tapa del tema y la verdadera naturaleza del medley fue olvidada hasta el 2006" GibbSongs

### Recopilaciones actuales en plataformas digitales
Actualmente en las plataformas digitales está disponible el álbum completo, considerando únicamente las sesiones de grabación y el periodo de tiempo. Se presume de 21 canciones diferentes en total.

## Personal
- Barry Gibb — voz principal, guitarra, Productor
- Robin Gibb — voz, órgano, productor
- Maurice Gibb — voz, bajo, piano, mellotron, productor
- Vince Melouney — Guitarra principal
- Colin Petersen — batería
- Bill Shepherd - arreglo orquestal
- Mike Claydon - Ingeniero en audio
- Damon Lyon Shaw - Ingeniero en audio
- John Pantry - Ingeniero en audio
- Robert Stigwood - productor

- Grabado en:
  - 17 de julio de 1967, Central Sound Studios, Londres
  - 25 de julio al 10 de agosto de 1967, Chappell Studios, Londres
  - 9 de agosto al 1 de diciembre de 1967, IBC Studios, Londres

- Datos: Q924970